# Miyako
miyako（みやこ、1990年10月9日 - ）は、日本の企画プロデューサー、着エロアイドル。“異色肌ギャル”プロデューサー。AV女優。
東京都渋谷区出身。所属はフリーランス。2012年3月から2014年4月まではAV事務所グランドプロダクション所属(現ネオプロ)。以降はフォースコム所属としていたが、社名変更によるもので2015年2月11日に退所するまで移籍はなかったが、1年間ほど株式会社スクロールに業務委託という形で所属の時期があった。グラビアアイドルとしての名義は大門 みやこ（旧名は赤根 京（あかね みやこ））。AV女優時代の名は夢川エマ。

## 略歴
- 事務として応募したところ、AV事務所にスカウトされ[6]、所属タレントとなる。2012年、女子演劇ユニット「KU.RO.FU.NE PROJECT」に参加。同年4月に舞台『すべての女に嘘がある〜少女、剪定〜』でデビュー。
- 6月に新たに立ち上げられたSOD系ビデオメーカー、VTVよりデビューDVDが2作品同時リリース。
- 2012年10月20日、「肩もみ専門店 カタモミ女子」に配属。肩もみを世に推進させるために結成されたアイドル『カタモミ女子』の一員としてデビュー。
- 2013年11月30日、個人活動専念のため、『カタモミ女子』店舗出勤およびライブ活動の参加の休止が発表される[7]。
- 2014年からDL.Getchu.comで同人コスプレモデル活動を始める。
- 2015年からローレグ・ライズ協会（ロー協）公式モデルに就任。同年12月末に卒業。同年に所属事務所を退所。
- 2016年8月6日、「赤根京」としては8月14日をもって無期限休業することを発表[8]。
- 2017年よりフリーランスモデル、「miyako」として活動を開始（赤根京時代に撮影していたものは、赤根名義での発表となる）[9][10]。同年、異色肌ギャルをプロデュース[11]し話題となる。異色肌ギャルとしてテレビ朝日『絶対！カズレーザー』、『お願い！ランキング』。TBS『有吉ジャポン』などに出演[12]。アートイベント、六本木アートナイト2017にも出演した[13]。

## 人物
- 以前は1990年生まれとしていた。VAPEリキッドのモデルを務めるが非喫煙者[14]。
- ギャルになりたいオタクを自称。異色肌もガングロギャルやヤマンバギャルへの憧れとロッキン・ジェリービーン、水野純子作品キャラクターへの憧れを合わせた表現の一つ[2][3][15]で、当初は「自分のための趣味だった」[16]。
- 好きなゲームは『龍が如く』、『クーロンズゲート』、『探偵 神宮寺三郎』シリーズ[2]。
- ファッションの目覚めは小学生のときで、原宿系ロリータファッションをしていた[17]。中高は私立の私服女子校で、メイクは禁止だったもののギャル系の尖った服を着ていたという[17]。「女子は清楚が一番だよ」と言われるたびにモヤモヤしており、のちの芸能活動経験も経て「他人にどう思われるかより、自分の大好きなこと、物を守ることを優先」するようになった[17]。

## 出演

### 舞台
- KU.RO.FU.NE PROJECT 第一弾『すべての女に嘘がある〜少女、剪定〜』『2013年4月10日 - 15日、新宿・THEATER BRATS） - ギュラ役
- 劇団ドガドガプラス『たけくらべ=TK Club』2013年8月23日 - 29日、浅草東洋館）

### 雑誌
- 『月刊ソフト・オン・デマンドDVD』 vol.44 2月号 2014年12月18日発売（ソフト・オン・デマンド） - フェチフェス記事
- 『FLASH』2015年1月13日号（1314号）、2015年6月30日号（1336号）（光文社） - グラビア
- 『TH No.61 レトロ未来派〜21世紀の歯車世代』（トーキングヘッズ叢書） 2015年1月28日発売（アトリエサード）−小説挿絵
- 『BLACKザ・タブー』VOL.16 (ミリオンムック) 2015年4月13日発売（ミリオン出版） - インタビュー記事
- 『週刊プレイボーイ』No.21 2015年5月25日号、 No.33 2015年8月17日号（集英社）[18]−グラビア、インタビュー
- 『実話ナックルズ』 8月号 2015年6月30日発売（ミリオン出版） - “ロー協”記事
- 『ヤングアニマル嵐』 No.8 2015年7月3日発売（白泉社） - 別冊付録写真集 “ロー協”ガイド
- 『FRIDAY』7月24日号、2015年9月4日号（講談社） - フェチフェス記事
- 『COMIC AUN』2015年9月号 2015年7月28日発売（ヒット出版） - ポスター制作裏話漫画キャラで登場
- 『週刊大衆ヴィーナス』 （2015年9月4日号、双葉社） - フェチフェス記事
- 『月刊水中ニーソR』（2017年12月号、ペッパーショップ） - 表紙[19]

### 雑誌監修
- 『テクノブレイクmagazin ①』 2015年2月28日配布開始、5月10日配布終了 - 構成・記事・裏表紙イラスト
- 『テクノブレイクmagazin ②』 2015年6月1日配布開始 - 構成・記事・裏表紙イラスト

### ウェブマガジン
- 『週刊ニューエロス』　第191号（責任編集、常盤響） - 表紙[20]

### ウェブテレビ
- 赤根京のコスプレDE散策（2015年 - 2016年、ニコニコ生放送、DEEPREDホラーチャンネル）
- MJ de NIGHT（2016年5月12日、6月23日、ニコニコ生放送、東京GODバラエティ）
- 指原莉乃&ブラマヨの恋するサイテー男総選挙（2020年2月18日、AbemaTV）[21]

### イベント
- 赤根京オフ会「赤根京の妄想会合」(2013年10月13日、SOD学園)
- 他多数

### 映画
- 奴隷区 僕と23人の奴隷（2014年、監督：佐藤佐吉）
- まいちゃんの日常（2014年、監督：佐藤☆サド） - ミヤコ 役
- 心霊キャノンボールガールズ（2016年、監督：岡崎喜之）
- hysteric betty(2020年、監督：いおり気高い)
- HYODO　八塩秘宝館ラブドール戦記（2022年、監督：福田光睦）[22]

### CM
- VAPEリキッド「CRITICAL MIDNIGHT（クリティカルミッドナイト）」愛する○○を守るならVAPEだろ!!!『愛する女を守るなら』編（2017年12月 - 、MK Lab）[23]

### ゲーム
- 先生、学校でしようよ!（2021年10月、FANZA GAMES）異色肌ギャルコラボ、ボスキャラクターとしても出演[24]

## 作品

### イメージビデオ
- DEBUT! もぎたて思春期 赤根京（2012年6月7日、VTV）2作品同時リリース
- 赤根京を妄想する（2012年6月7日、VTV）2作品同時リリース
- ロリ美乳をイヤラ視姦!（2012年12月20日、VTV）
- Healing Girl 赤根 京（2013年1月24日、ソフト・オン・デマンド）
- 初めてのロリ緊縛 くいこみSM（2013年5月9日、ソフト・オン・デマンド）
- ALL NUDE（2015年1月25日、エアーコントロール）
- 赤根京はオレのカノジョ。（2015年4月25日、GARDEN）
- 月刊 赤根京（2015年6月25日、GARDEN）
- グラビアモデル赤根京がメッシーに挑戦!!（2015年8月28日 フェティッシュワールド）※Blu-ray版アリ
- フェラックス 赤根京（2015年9月25日、エアーコントロール）
- オナックス 赤根京（2015年10月25日、エアーコントロール）
- 悶絶Special 赤根京（2016年1月25日、エアーコントロール）
- 一鬼のこの現代緊縛入門 中級編 赤根京（2016年2月20日、ヴァンアソシエイツ）
- 赤根京はオレのカノジョ。2（2016年8月25日、GARDEN）
- 赤根京のおっぱいでサンクプロジェクト（2016年12月8日、サンクプロジェクト）
- 【VR】act1 apartment Days！ 大門みやこ（2019年4月12日、ファンタスティカ）※VRソフト作品、大門みやこ名義

### DVD ※友情・共同出演
- ハタチになったあずまひかりのいじわる大作戦!!（2012年4月5日、VTV）
- すべての女に嘘がある 〜少女、剪定〜（2012年10月6日、KU.RO.FU.NE PROJECT）
- はじめまして!私達『カタモミ女子』です!!vol.5（2013年11月21日、カタモミ女子）※カタモミ女子メンバー、森田芽生、里谷明莉との共演
- セクシースタイルバトル vol.3』（2015年9月25日、バトル）

### アダルトビデオ
- PERFECT BODY 着エロアイドル夢川エマ本番解禁（2017年4月1日、MUTEKI）※夢川エマ名義

## 書籍

### 写真集
- First Kiss（2015年1月22日、ジーオーティー、撮影：中山雅文）ISBN 978-4860849467
- scarlet（2015年11月25日、彩文館出版、撮影：山内順仁）ISBN 978-4775605707

### 写真集 ※友情・共同出演
- 『ローレグ＆ローライズっっっ！』（2014年11月28日、マイウェイ出版）※ロー協作品 赤根京のほか、公式モデル多数掲載
- 『布面積最小値』（2015年1月16日、三和出版）日本ローレグ・ライズ協会監修 赤根京のほか、公式モデル多数掲載
- 『ローっ娘20人の自画撮り写真集』（2015年3月28日、サンクチュアリ）※ロー協作品 赤根京のほか、公式モデル多数掲載
- 『誰も知らない放課後の君、ずりさげられたパンツ。』（2015年4月23日、マイウェイ出版）
- 『布面積最小値2』（2015年7月30日、三和出版）日本ローレグ・ライズ協会監修 赤根京のほか、公式モデル多数掲載
- wrap the BOOBs 着衣巨乳写真集（2016年5月31日、写真:須崎祐次、一迅社）- モデル参加[25]
- 『おんなの撮り方 渡辺流』（2016年8月8日、小学館）著者・渡辺達生。表紙モデルを担当。
- 『花札緊縛美人』（2017年2月21日、三和出版） 写真・Hajime Kinoko
- 『原寸大おっぱい図鑑』（2017年8月2日、写真:須崎祐次、一迅社）[26] - Hカップ代表

## コラム
- オタクがオタクとして社会で生き抜くためのライフハック（2017年08月18日 - 、けてぃっく）[27]

## プロデュース

### MV
- 「BIG CITY RODEO」GENERATIONS from EXILE TRIBE（2017年10月25日、rhythm zone）[28]

### その他
- VR ZONE SHINJUKU×異色肌ギャル（2017年11月24日 - 、VR ZONE SHINJUKU）